# Mario Almerighi
Mario Almerighi (Cagliari, 28 settembre 1939 – Roma, 24 marzo 2017) è stato un magistrato e scrittore italiano.
È noto per il suo impegno nella lotta contro la corruzione politica, la criminalità organizzata e per le sue inchieste su alcuni dei più controversi misteri italiani del secondo dopoguerra, come la morte di Roberto Calvi e lo scandalo dei petroli. Fu tra i fondatori del Movimento per la Giustizia insieme a Giovanni Falcone.

## Biografia
Entrato in magistratura nel 1970, Almerighi intraprese una lunga carriera ricoprendo numerosi incarichi di rilievo. Fu componente del Consiglio Superiore della Magistratura (CSM) dal 1976 al 1981. Dal 1983 al 1989 fu giudice istruttore presso il Tribunale di Roma, poi presidente di sezione penale e della Corte d’Assise. Dal 2007 al 2012 fu presidente del Tribunale di Civitavecchia.
Nel 1998 fu eletto presidente dell’Associazione Nazionale Magistrati (ANM), ma si dimise pochi giorni dopo per dissidi interni all’associazione.

## Attività giudiziaria
Durante la sua carriera, Almerighi si distinse per il suo coinvolgimento in indagini di grande impatto:
- Scandalo dei petroli (1974): da pretore, indagò su tangenti e fondi neri gestiti da segretari amministrativi dei partiti, anticipando i temi di Mani pulite[3].
- Morte di Roberto Calvi: fu tra i primi magistrati a sostenere che si trattasse di un omicidio e non di un suicidio; contribuì alla riapertura del caso nel 1997[4].
- Omicidio di Ciaccio Montalto: denunciò pubblicamente interferenze e omissioni istituzionali nella protezione del magistrato ucciso dalla mafia[5].
- Processo Andreotti: nel 1997 testimoniò sul ruolo del giudice Corrado Carnevale e su presunte pressioni esercitate nel processo a Giulio Andreotti[6].

## Attività associativa e culturale
Fu cofondatore, insieme a Giovanni Falcone, del Movimento per la Giustizia (1988), movimento progressista all’interno della magistratura, orientato alla difesa dell’autonomia e dell’indipendenza giudiziaria.
Partecipò a convegni e iniziative culturali su giustizia e legalità. Fondò l'Associazione Isonomia e fu attivo nella Fondazione Vittorio Bachelet e nella Fondazione Sandro Pertini.

## Opere principali
Mario Almerighi è autore di numerosi saggi giudiziari e testimonianze. Tra i suoi titoli principali si ricordano:
- I banchieri di Dio. Il caso Calvi (2002)[2].
- Petrolio e politica (2006)[7].
- Tre suicidi eccellenti (2009)[7].
- Mistero di Stato. La strana morte dell’ispettore Donatoni (2010)[7].
- Il testimone. Memorie di un magistrato in prima linea (2017, postumo)[2].